# Charles Tucker
Charles "Trip" Tucker III je fiktivní postava v televizním sci-fi seriálu Star Trek: Enterprise.
Charles Tucker, přáteli řečený "Trip" byl důstojník Hvězdné flotily, který deset let sloužil na hvězdné lodi Enterprise NX-01 pod velením kapitána Archera, svého nejlepšího přítele, jako hlavní inženýr. Zemřel při výkonu služby v roce 2161.